# 일기

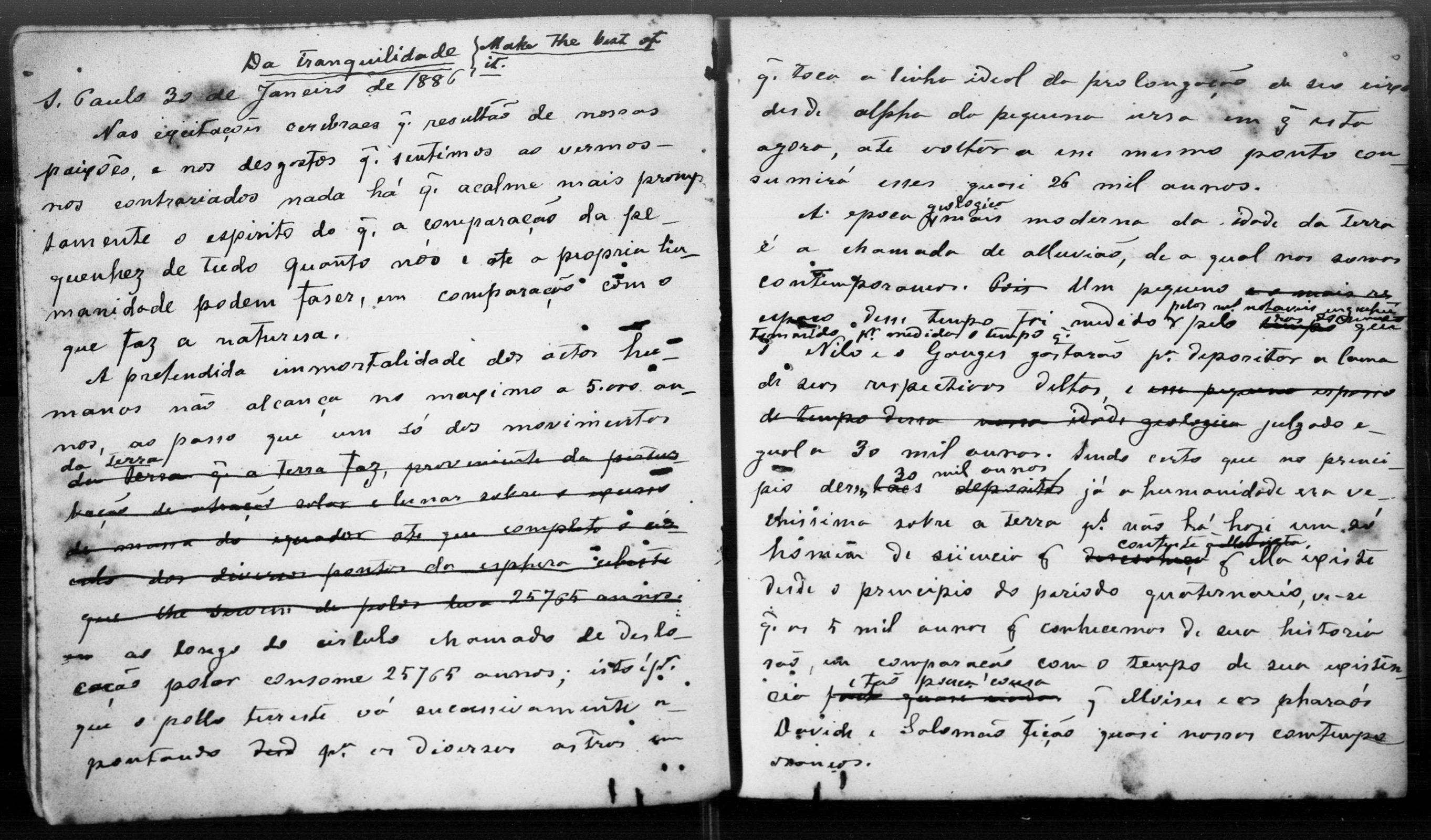

일기(日記)란 개인이 일상에서 체험하는 경험, 생각, 감상 등의 제반사항을 하루 단위로 기록하는 비공식적, 사적 기록이다. 보통 일일 단위로 기록하지만, 작성하는 개인에 따라 천차만별이며, 강제성이 있는 공적인 기록이 아니므로 쓰는 간격에 따라서는 사실상 주기(週記)나 월기(月記)가 되기도 한다. 특별한 목적하에 공식적인 기록으로 남기는 것은 보통 일지(日誌)라고 하나, 과거의 일기는 오늘날과 달리 일지와 일기의 성격을 함께 갖는 경우가 많았다. 일기는 일기작성자가 작가이면서 동시에 유일한 독자인 특이한 글쓰기이다. 따라서 어떤 글쓰기보다 사적인 비밀이나 속마음이 적나라하게 표현된다. 일반에 공개된 일기의 일부-안네의 일기-는 문학사에 족적을 남기는 문학작품이 되기도 한다. 실제의 일기가 문학작품이 되는 반면에, 일기의 형식을 따온 문학작품도 다수 존재한다.

## 용어
일기라는 명칭을 남기는 최고 문헌은 한의 유향(劉向)이 남긴 신서(新序)의 日有記也이다.
중국 한(漢)의 왕충은 그의 저서 《논형》(論衡)에서 모든 기록을 상서(上書)와 일기(日記)로 이분하였다. 이 일기에는 《춘추》와 《오경》이 포함되었는 바, 역사인식과 기록정신, 사실적 기록이라는 의미에서 일기라는 명칭을 사용하였다. 그 후 6조 시대에 들어 왕조재위기간의 기록을 통하여 후대 왕조의 통치에 귀감이 되고자 하는 의미에서 실록(實錄)이 등장한다. 최초의 실록은 양(梁) 무제가 간행한 《양황제실록》이며, 이후 송대 이후에 실록편찬이 제도화되기 시작하였다. 이 시기에 일기란 곧 통치자의 정치기록을 가리켰다.
이후, 일기라는 명칭이 통치자외의 개인의 저서에 등장하고, 사적인 기록을 가리키게 된 것은 송대 이후의 일인데, 이 시기의 일기(日記)도 오늘날의 일기의 개념과는 달랐다.

한반도에서 일기라는 이름을 최초로 쓴 기록은 이규보의 남행월일기(南行月日記)로서 1201년의 일이다. 이것은 오늘날의 기행문에 가까운 형태였다. 삼국유사에도 《자문일기》(紫門日記)라는 명칭이 보이는데, 이것은 조선시대의 승정원일기와 같은 공적기록이었다. 이들 일기는 현존하지 않고 있으며, 현존하는 개인일기류중에 가장 오래된 것은 이곡(李穀)의 《동유기》(東遊記)로서 1349년에 쓰인 기행일기이다.
그밖에 일록(日錄),일성(日省),일신(日新),일승(日乘),일력(日歷),일과(日課),일사(日史),일득(日得),일지(日知),일초(日抄),일서(日書),일찬(日纂),~기(記) ~록(錄)등 다양한 명칭이 쓰였다.

## 일기의 역사
현존하는 가장 오래되고 왕성한 일기를 남긴 사람들은 헤이안 시대 일본의 궁녀들로 알려져 있다. 대표적인 작품으로 무라사키 시키부의 《무라사키 시키부 닉키》(紫式部日記)와 기노 쓰라유키의 《도사 닛키》(土佐日記)가 있는데, 양자는 각각 수필과 여행기 형식의 기록을 남겼다. 이 시기의 일기는 궁녀들에 의하여 히라가나로 쓰여 일기문학이라고 부르는 장르를 형성할 정도로 다수의 기록을 현재까지 전하고 있다. 《도사 닛키》의 저자 기노 쓰라유키는 남성이었으나, 히라가나로 작품을 쓰고 작중의 화자를 여성으로 하였다. 한국에서도 조선 시대 한글로 쓴 궁중문학이 존재한 것처럼 당시의 히라가나로 쓰인 일기는 여성들의 영역으로 인식되고 있었기 때문이다.
809년 무렵 중국의 당나라에서는 이고가 오늘날의 뤄양에서 광저우에 해당하는 남중국 일대를 여행하면서 내남록(來南錄)이란 여행기를 남겼는데, 이는 중국에서 가장 오래된 일기로 여겨진다.
한편, 영국의 새뮤얼 페프스(Samuel Pepys)는 오늘날의 일기의 성격을 갖춘 근대적 일기의 효시라고 할 수 있을 만한 중요한 인물이다. 17세기 영국의 행정가였던 그는 평민에서 고위공직자까지 출세한 입지전적 인물로서 1660년부터 1669년까지 일기를 남겼다. 그의 일기가 주목받을 만한 점은 이전의 일기들이 다분히 타인이 볼 것을 전제로 쓰이거나 공적인 기록과 상당히 중첩되어 있었던 반면에, 새뮤얼의 일기는 그 개인의 복잡한 여성관계나 타인에 대한 가식 없는 평가, 일상적인 자질구레한 일에 대한 기록 등 오늘날의 일기의 특징인 자아주의, 일상주의, 비밀주의적인 성격을 모두 갖고 있었기 때문이다. 엄숙한 이전의 글쓰기에 비해 그의 일기는 자신의 속물적인 면을 솔직히 드러냈고, 그만큼 인간적이고 사실적이었다. 이 때문에 그는 공개되어서는 안될 내용에 대해서는 당시에 알려져 있던 속기문자와 외국어 지식 등을 결합한 암호로 일기를 썼다. 그의 사후 이 암호일기를 해독하는 작업은 무려 3년이나 걸렸고, 그 결과 페프스가 결코 의도하지 않았던 그의 은밀한 사생활을 포함한 그의 생활상이 적나라하게 드러났다. 그의 일기를 토대로 런던 대화재나 영국의 사교계의 모습 등, 당시의 사회상에 대한 정보도 얻을 수 있어 사료로서의 가치도 인정받고 있다.
인쇄술의 발달과 교육의 보급으로 일반인의 문자생활이 가능해지고, 산업화로 인하여 근대적 자아의식이 싹 트면서 근 현대에 들어서는 일기쓰기가 널리 대중화되었다. 많은 작가들이 작문연습의 도구로 일기쓰기를 활용하였고, 칼 융이나 아나이스 닌등은 일기를 자신의 연구, 분석과 연계하여 활용하였다.
20세기 들어서는 일기의 대명사처럼 되어 버린 《안네의 일기》처럼 평범한 일반인이 쓴 일기가 비극적 시대상과 맞물려 주목을 끄는 일도 종종 일어났다. 최근에도 베트남 전쟁 당시 북 베트남 군인으로 복무한 여의사가 쓴 일기나, 이라크전의 와중에서 이라크인들이 참상을 전해오는 블로그등이 그 맥을 잇고 있다.
20세기 후반들어 컴퓨터를 이용한 글쓰기가 대중화되면서 전통적인 일기쓰기의 방식-종이일기장과 필기구에 의한 육필-은 이제 컴퓨터를 이용한 새로운 방식의 일기로 새롭게 대체,진화하는 중이다. 인터넷 시대의 일기는 종래의 일기형식에서 탈피하여 이미지,동영상등과 자유롭게 결합하고 종래의 비밀주의,일상주의에서 공개또는 공유주의로 전환되고,일상주의에서 독자를 의식한 주제주의로 나아가고 있다. 인터넷시대의 일기의 정의 및 범위, 그 성격에 대해서는 아직 논의가 더 필요한 시점이다.

## 한국의 일기
한국의 일기는 조선 시대 이후의 것이 대부분이며, 그 이전의 일기는 현전하고 있지 않다.
승정원일기는 분량으로 조선왕조실록을 능가하는 국가기록으로, 공무를 다룬 국가기록이라는 점에서 일기보다는 일지에 가까웠다. 이순신이 쓴 《난중일기》, 박지원이 쓴 《열하일기》는 각각 종군기록과 기행기록을 주제로 하였다. 궁중의 나인이 쓴 《계축일기》는 한글 및 우리말을 사용하여 궁중비사를 표현하여 궁중문학이라는 장르의 축이 되었다. 또한 민간에서도 지식인 및 지주계층에서 정치사상 및 기행문, 토지사항 등을 기록한 일기를 많이 남겼다.
근대에 들어 한글의 민간보급과 공교육의 도입으로 일반인들도 일기를 널리 쓰게 되었다. 일제 강점기, 광복후의 혼란기, 한국전쟁 등의 격변기에는 공식적인 기록이 세부적으로 남아 있지 않은 사항들에 민간의 일기가 사료로서의 역할과 가치도 가지게 되었다.
대한민국 수립 이후, 초등교육에서 글쓰기 지도라는 이름하에 초등학생에게 일기쓰기가 현재까지 강제되어 오는 일이 있다. 이는 찬반양론이 매우 극렬하게 나뉘는데, 반대측은 사적이어야 할 일기를 어린이에게 강제함으로써 하기 싫은 숙제로 만들어 버림으로써 일기쓰기의 재미를 일찍부터 반감시키고, 담임교사가 감시하는 하에서는 비밀주의가 지켜져야 할 일기쓰기가 이루어질 수 없으며, 결국 무난한 거짓내용으로 채워질수밖에 없다고 주장한다. 반면에 찬성하는 측은 정기적인 일기쓰기로 글쓰기의 기본과 습관이 길러지고, 맞춤법 등 형식에서부터 학생의 생활지도에 이르는 다방면에서 교육적 참고자료로 활용이 가능하며, 반대측의 반대이유를 능가하는 교육적 효과를 얻을 수 있다고 주장한다. 2005년 초등학교의 일기검사에 대하여 초등학생에 대한 인권침해 여부가 있는지를 판단해 달라는 요청에 의해
국가인권위원회는 초등학생 일기검사에 인권침해의 우려가 있으므로, 교육인적자원부에 일기검사관행의 개선을 요청한 바 있다.

### 한국의 주요 일기

#### 전근대의 일기
- 《가대인시탕시일기》(家大人侍湯時日記)
- 《계암일록》(溪巖日錄)
- 《갑진일록》(甲辰日錄)
- 《경산일록》(經山日錄)
- 《거영일기》(居營日記)
- 《과헌일기》(果軒日記)
- 《난중일기》(亂中日記)
- 《남정일기》
- 《남행일록》(南行日錄)
- 《노상추일기》(魯尙樞日記)
- 《동궁일기》(東宮日記)
- 《동춘당일기》
- 《매원일기》
- 《묵재일기》(默齋日記)
- 《미암일기》(眉巖日記)
- 《병자일기》(丙子日記)
- 《부북일기》(赴北日記)
- 《북막일기》(北幕日記)
- 《북정록》(北征錄)
- 《북정일기》(北征日記)
- 《북정일록》(北征日錄)

- 《산성일기》(山城日記)
- 《서수일기》(西繡日記)
- 《석담일기》(石潭日記)
- 《선조강화선생일기》(先祖江華先生日記)
- 《송간일기》(松澗日記)
- 《승총명록》(勝聰明錄)
- 《신도일록》(薪島日錄)
- 《심행일기》(沈行日記)
- 《쇄미록》(瑣尾錄)
- 《승정원일기》(承政院日記)
- 《양아록》(養兒錄)
- 《영영일기》(嶺營日記)
- 《열하일기》(熱河日記)
- 《우곡일기》(愚谷日記)
- 《운천호종일기》(雲川扈從日記)
- 《음청사》(陰晴史)/《속음청사》(續陰晴史)
- 《이재난고》(頤齋亂藁)
- 《일성록》(日省錄)
- 《임오유월일기》(壬午六月日記)
- 《임진호종일기》(壬辰扈從日記)

- 《자경지함흥일기》
- 《재영남일기》(在嶺南日記)
- 《저상일월》(渚上日月)
- 《정미일록》(丁未日錄)
- 《정청일기》(政廳日記)
- 《조천일기》(朝天日記)
- 《죽소부군일기》(竹所府君日記)
- 《책중일록》(柵中日錄)
- 《초간일기》(草澗日記)
- 《충재일기》
- 《표해록》(漂海錄)
- 《하재일기》(荷齋日記)
- 《해서암행일기》(海西暗行日記)
- 《향병일기》
- 《흠영》(欽英)

### 근현대
- 《가람일기》 - 근현대 국문학자 가람 이병기(李秉岐) 선생의 일기.
- 《관란재일기》(觀瀾齋日記) - 조선 말기의 용인 지역 선비 정관해(鄭觀海, 1873~1949)의 일기.
- 《기어》(紀語) - 조선 말기 구례 지역의 양반소지주 류형업(柳瀅業, 1886~1944)의 일기.
- 《김하락정토일록》 - 구한말 의병장 김하락의 진중일지.
- 《김성칠일기》 - 역사학자 김성칠의 일기로 1993년 창작과비평사에서 출간될 당시 붙여진 《역사 앞에서》라는 제목으로 널리 알려져 있다.
- 《김수영일기》 - 민음사에서 간행한 김수영전집(전2권) 후권에 산문들과 함께 수록되었다.
- 《김현일기》 - 2015년 문학과지성사에서 《행복한 책읽기: 김현 일기 1986-1989》라는 제목으로 출간되었다.
- 《박중양일기》 - 친일파 박중양의 일기.
- 《심원권일기》(沈遠權日記) - 일제 초기 울산의 농촌 출신 한학자 심원권(沈遠權, 1850년~1933년)이 21세 때부터 쓴 일기.
- 《아포일기》
- 《용연일기》 - 독립운동가 용연 김정규(金鼎奎) 선생의 일기.
- 《윤치호일기》
- 《위안소 관리인 일기》 - 1942년 8월부터 1944년 말까지 당시 일본군 동남아 점령지인 미얀마와 싱가포르에 설치되어 있던 일본군 위안소 종업원으로 일한 조선인 관리의 일기(해당 관리의 이름을 비롯한 정확한 신상은 불명). 당시 일본군 대상의 위안소가 일본군에 의해 조직적으로 관리되었으며 위안부 충원이 모집이라는 명목으로 자행된 강제동원으로 이루어졌음을 증언하고 있다. 2013년에 공개되었고 공개된 해에 도서출판 이숲에서 《일본군 위안소 관리인 일기》(안병직 역)라는 제목으로 출판되었다.
- 《이오덕일기》
- 《이재영일기》 - 4.19 혁명 당시 여고생이었던 이재영의 일기.
- 《정강일기》(定岡日記) - 정강(定岡) 김주현(金冑現)이 1938년부터 1948년까지 쓴 일기.
- 《주소연일기》 - 1980년 5.18 광주항쟁 당시 광주여고 3학년에 재학 중이던 주소연의 일기. 이후 '5.18 여고생의 일기'라는 이름으로 언론에 소개되었으며, 다른 광주항쟁 관련 기록물과 함께 2011년 세계기록유산으로 등재되었다.
- 《전태일일기》
- 《창평일기》
- 《추탄일기》(秋灘日記) - 일제 말기의 계몽운동가 박정락(1914~1943)이 1936년부터 1942년까지 쓴 일기.
- 《치재일기》(致齋日記) - 일제 시대 충주 지역의 한학자 김인수(1892~1962)가 1912년부터 1961년까지 쓴 일기.

## 구성
일기란 한 개인의 생활사라고 말할 수 있다. 그 생활사란 개인의 역사인 동시에 개인의 발전 과정에 대한 기록이라고도 할 수 있다.
사실 일기를 쓰는 데는 별 목적이 없다고 할 수 있다. 그저 쓰고 싶어서 쓰는 것뿐이다. 우선 일기에는 아무런 격식이 필요 없다는 점이 그렇고, 써도 좋고 안 써도 좋다는 점이 그렇고, 남에게 보이기 위한 것이 아니라는 점이 그렇고, 따라서 아무런 가식도 할 필요가 없다는 점이 그렇다. 그러니까 일기는 무한히 자유로운 마음으로 쓰는 글이다. 어떤 날은 일기를 몇 장씩 길게 쓸 수도 있을 것이고, 또 어떤 날은 단 한 줄일 수도 있다. 때로는 며칠씩 쓰지 않는 일도 있겠지만 일기를 쓰지 않았다는 것도 또한 그의 생활의 한 면을 보여주는 것으로 그것대로 의미가 있다고 할 수 있다.
일기는 자신의 생활 행적이나 마음의 흐름을 기록한 자기 생활의 비망록이기도 하고, 자기 생활의 거짓 없는 기념탑이기도 하다. 일기는 누구에게 보이기 위한 기록이 아니니까, 그 속에는 정말 벌거벗은 자신의 모습을 기록할 수 있다. 그렇게 자신의 참모습을 들여다보노라면, 그것은 자연히 자기 반성이 되고 따라서 인격적인 면에서 수양도 된다. 또 그렇게 날마다 짧건 길건 문장을 씀으로 해서 문장력도 증진될 것이고, 일기를 쓰기 위해 하루 생활에 대한 주의력도 생긴다. 또한 하루 생활 중에서 어떤 사건을 추려내는 작업, 즉 문장으로 기록하기 전에 머리 속에서 소재를 정리하고 그것을 구성하는 훈련도 하게 된다.
일기는 다른 사람에게 보이기 위해서 쓰는 글이 아니다. 그렇기 때문에 일기에서 가장 중요한 것은 거짓 없는 기록 그것이다. 따라서 형식은 어떻게 쓰든 자신의 취향대로 하면 되고 꼭 아름다운 문장이 아니어도 된다. 일기는 그날그날의 사건을 적어 두는 비망록식 일기와, 그날 하루 자기의 심경을 기록하는 마음 중심의 일기로 나누어볼 수 있다. 그렇다고 이 두 형식으로 명확히 구분되는 것은 아니고 이 두 가지가 적절히 조화되어 기록되는 것이 일반적이다.
일기에는 꼭 날짜를 기록해야 한다. 만약 날짜를 기록하지 않았다면, 그것이 비망록식의 일기일 때는 나중에 전혀 참고가 되지 못하고, 또 자기의 심경을 기록한 감상 일기라고 해도 기록한 시간이 모호해지므로 일기로서의 가치를 잃게 된다. 그러니까 일기에서는 날짜가 가장 기본적인 조건이 된다. 다음은 날씨 기록도 날짜와 함께 매우 중요하다. 사람의 감정은 그 날의 날씨에 따라 많은 영향을 받는다. 맑음, 흐림, 비, 눈, 비온 후 갬 등으로 간략히 적어 두면 훗날 일기를 읽을 때 그 날의 날씨를 짐작할 수 있어서 문장을 이해하는 데 크게 도움이 된다. 그리고 장소와 고유명사는 정확하게 기록하여야 한다. 이도 역시 훗날 일기를 읽었을 때 그 일기가 생동감을 느낄 수 있게 하기 위함이다.

## 일기의 분류

### 주제에 따른 분류
육아일기 관찰일기 재배일기 독서일기 수학일기 천문관측일기 취미일기 다이어트일기 꿈일기

### 기록매체및 방법에 따른 분류
일기(종이+필기구) 컴퓨터일기 달력일기 그림일기

### 기록시기에 따른 분류
병영일기 유배일기 체류일기 병상일기 수험일기 여행일기

### 기록용도에 따른분류
개인용 기업업무용  업무용일지

### 기록방법에 따른 분류
스케줄일기 플래닝일기 일상기록일기

## 일기를 쓴 유명인들
- 존 애담스
- 루이스 캐럴
- 커트 코베인
- 프란츠 카프카
- 르노 까뮈
- 마쓰오 바쇼
- 알라니스 모리셋
- 에른스트 융거
- 이순신
- 정조
- 빅토리아 여왕
- 해리 S. 트루먼
- 버지니아 울프
- 안네 프랑크

## 유명한 일기
- 안네의 일기, 안네 프랑크
- 새뮤얼 페프스의 일기
- 난중일기

## 오래 쓴 일기&가장 분량이 많은 일기
기네스북은 1997년 이래 가장 오래 쓴 일기 분야의 기록을 더 이상 갱신하고 있지 않다. 이는 컴퓨터로 인한 글쓰기 대중화때문에 종래의 일기에 대한 정의와 분류가 점점 바뀌고 있는 추세여서, 일기 개념에 대한 재정의가 필요함을 말해준다. 세계 기네스북 1997년판에 따르면 현재(1997년 당시) 87세인 에드워드 로브 엘리스(Edward Robb Ellis)가 70년 동안 써오고 있는 42,000 페이지 21,000,000 단어 분량의 일기가 최장기간의 일기로 선정되었다. 구글 영문판에서 가장 오래쓴 일기로 검색하면 등장하는 미국 워싱턴주 데이튼에 사는 Robert Shields는 시와 분 단위로 자신이 하는 일을 기록하는 기록광으로 1972년부터 일기를 자신의 모든 것을 타이프라이터로 기록하는 일기를 쓰고 있다. 이 사람의 일기는 분량으로는 이미 35,000,000 단어를 돌파한 것으로 알려져 있다. 한국에서는 박내욱씨가 1953년부터 54년동안 써오고 있는 일기가 한국 기네스 북에서 가장 오래쓴 일기로 인정받았다. 한편, 2010년 현재 현대 한국어 번역본이 출간된 조선시대의 문신 정원용이 쓴 경산일록(經山日綠)은 약 71년 동안의 기록을 담고 있으며, 세계에서 가장 오래된 개인일기라는 표제를 달고 있다.

## 같이 보기
- 자서전
- 전자수첩
- 로그북
- 분류:일기
- 분류:일기 작가